# Courbe d'apprentissage
 (janvier 2015).
- Si vous ne connaissez pas le sujet, laissez ce bandeau (vous pouvez alors contacter les auteurs).
- Si vous supprimez le contenu mis en cause (vous pouvez préalablement contacter les auteurs),

argumentez précisément cette suppression dans la page de discussion
(un manque de référence n'est pas un argument ; une recherche réelle de référence doit avoir été effectuée, être formellement documentée).

Exemples de courbes d'apprentissage dans le secteur de l'énergie.

Une courbe d'apprentissage est une représentation graphique de l'apprentissage avec l'expérience.
Cette courbe décrit notamment la relation entre la production cumulée d'une entreprise et les quantités de facteurs nécessaires pour produire chaque unité. Une règle informelle dit que « lorsqu'on double son expérience industrielle, on arrive à réduire ses coûts de 30 % ».

## Enjeux de la courbe d'apprentissage
Empirique comme la plupart des lois scalantes, elle mérite tout de même qu'on s'y arrête : si elle a pu être formulée, en effet, c'est qu'elle ne heurtait pas outre mesure l'expérience de ceux qui l'invoquaient, qu'il s'agisse de fabriquer des briques, des semiconducteurs, des autocommutateurs, des pull-overs ou du courant électrique. Lorsqu'on sait qu'on fera dix fois plus de quelque chose, on peut consacrer un peu de temps à étudier la façon dont on pourra le faire mieux, plus vite et moins cher — ce qui représente très exactement les trois sommets du fameux triangle prix, délai, qualité cher aux industriels.

## Usage pratique
La plupart des contrats négociés aujourd'hui comportent donc des clauses de variation de prix tenant compte de la courbe d'apprentissage du sous-traitant, qui va sous-traiter de mieux en mieux en inventant de nouveaux procédés, en s'équipant de machines nouvelles... mais si et seulement s’il a la garantie de pouvoir amortir tout cela sur une série suffisamment longue. Le reste appartient aux techniques de négociation.
Le chiffre de 30 % de baisse de coût à chaque doublement de taille des séries sert de point de départ aux négociations pour toutes les séries à partir de la première, voire de la présérie. Ensuite, on négocie pied à pied quelques points de détail avec une argumentation de préférence solide.

## Exemple typique
(septembre 2016).
Améliorez-le ou discutez des points à vérifier. 
Le cas du Minitel, où trois concurrents furent mis en lice (car il est moins facile de conclure une entente secrète qu’à deux) dans l'espoir de séries pouvant aller jusqu'à 3 millions d'appareils (aucun candidat ne pouvait espérer plus de 50 % du marché par principe) donne une idée des concessions qui ont été acceptées par les constructeurs. Un terminal en mode texte valait 8 000 F, un modem 2 000 F, et le Minitel qui comprenait les deux était obtenu au prix de revient commercial (et non simplement industriel) de 2 200 F (1985).

## En économie et management
Bruce Henderson, fondateur du Boston Consulting Group en 1964 et important penseur de la stratégie d'entreprise, a théorisé — et vendu à des compagnies clientes, à travers le BCG — le concept de « courbe d'expérience » (experience curve). L'approche de Henderson, qui tranchait nettement avec la complexité de Igor Ansoff (un autre grand théoricien de la stratégie d'entreprise), était d'appliquer la méthodologie microéconomique pour développer ce qu'il appelait de « puissantes ultrasimplifications » (powerful oversimplifications), que le BCG vendait ensuite aux entreprises. La « courbe d'expérience » est son « ultrasimplification » la plus connue, et celle qui a établi sa réputation. Fondée sur des études antérieures pour l'industrie aérospatiale, l'idée centrale était que plus on produisait d'unités, plus les coûts étaient bas, et plus les profits étaient hauts. Avec une courbe sur un graphique, on pouvait montrer l'état d'une relation compétitive. La présomption de Henderson, c'était que pour les entreprises qui fabriquaient le même produit, les variations dans les coûts étaient largement liés à la part de marché. Par conséquent, les effets d'une part de marché plus grande pouvaient être calculés. Les entreprises devaient s'attendre à ce que les coûts déclinent systématiquement et de façon prévisible en conséquence de leur expérience productive supérieure. Bien que la méthodologie encourageait les entreprises à tenir compte de leur coûts totaux et réaliser des économies d'échelle, elle pouvait aussi les induire gravement en erreur. Dans une industrie bien établie, la courbe d'expérience aurait tendance à s'aplanir. Cette méthodologie pourrait aussi encourager un nivellement par le bas, une guerre des prix, étant donné que ces derniers auraient tendance à être coupés, dans l'expectative de plus gros volumes qui risqueraient de ne pas finalement se concrétiser. Comme l'expérience de la Ford T l'avait démontré, même le maître d'un produit avec des coûts maintenus au minimum pouvait toujours être battu par un produit plus cher se justifiant par une meilleure qualité.